# Camille Anderson
Camille Anderson (ur. 12 marca 1977 w Dallas) – amerykańska aktorka

## Filmografia
- WWE RAW
- Las Vegas (film)
- G-Phoria
- Wedding Crashers
- The John Henson Project
- Average Joe: Adam Retums
- The Sports List
- The Screensavers
- Intolerable Cruelty
- Regular Joe
- Trash to Cash with John DiResta
- Sketch Pad
- Pauly Shore Is Dead
- Get Out
- The Man Show
- Psychotic
- Dharma & Greg
- Rock Star
- Wild On
- Diagnosis Murder
- Oblivious
- Arrest & Trial